# Lutjanus purpureus
Lutjanus purpureus és una espècie de peix de la família dels lutjànids i de l'ordre dels perciformes.

## Morfologia
- Els mascles poden assolir 100 cm de longitud total.[4][5]

## Alimentació
Menja principalment peixos, gambes, crancs, cefalòpodes i plàncton.

## Hàbitat
És un peix marí de clima tropical que viu entre 26-340 m de fondària.

## Distribució geogràfica
Es troba al Carib: des de Cuba fins al nord-est del Brasil.